# 對基督徒的迫害
在历史上，对基督徒的迫害可以追溯到公元一世纪至今。自从基督教出现以来，基督教传教士和皈依基督教之人都成为受迫害的对象，他们有时甚至因信仰而殉道。
在近代，部分在伊斯蘭教國家為主的基督徒的宗教自由及言論自由受到限制，部分更受到仇恨犯罪。

## 歷史

### 东亚的反基督教（含反天主教）运动
在晚清时期，流行着传教士挖取眼球、肾脏炼制药水等反教谣言。这是义和团参与者破坏教堂的原因之一。
基督教在日本安土桃山时代、江户时代也曾遭受当局迫害，直至明治维新后才解禁。

## 圖片

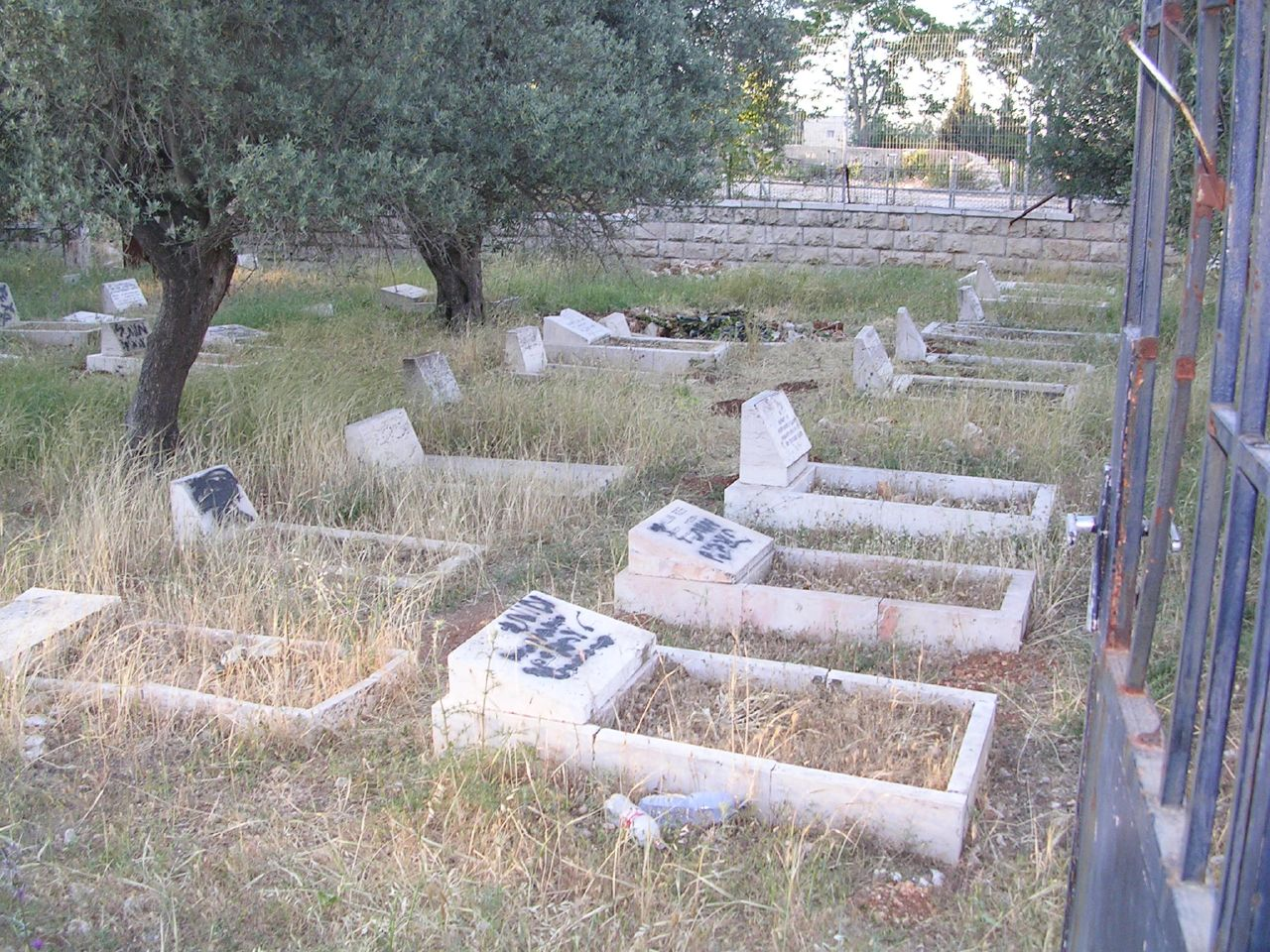
被以希伯來語的反基督教標語塗污的阿拉伯基督徒墓地
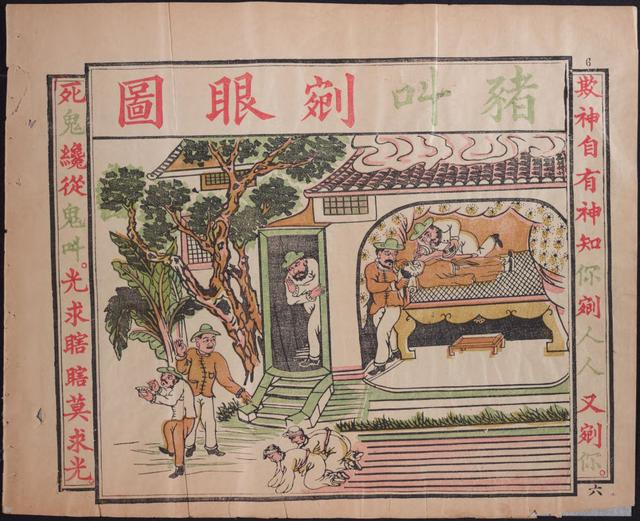
晚清反基督教漫画